# تقرير بانرمان
هنري كامبل بانرمان –وهو رئيس وزراء بريطانيا في عام 1907 وهو كان من أهم الأسباب المؤدية إلى الاهتمام بإنشاء الأرض الموعودة لليهود بأرض فلسطين وقد قام السير بانرمان بعمل تقرير (التقرير النهائي) لمؤتمرات الدول الاستعمارية الكبرى (مؤتمر كامبل بانيرمان). الذي يقرر أن منطقة شمال أفريقيا وشرق البحر المتوسط هي الوريث المحتمل للحضارة الحديثة (حضارة الرجل الأبيض)، ولكن هذه المنطقة تتسم بالعداء للحضارة الغربية، ومن ثم يجب العمل على:
- تقسيمها.
- عدم نقل التكنولوجيا الحديثة إليها.
- إثارة العداوة بين طوائفها.
- زرع جسم غريب عنها يفصل بين شرق البحر المتوسط والشمال الأفريقي.

ومن هذا البند الأخير، ظهر فائدة ظهور دولة يهودية في فلسطين، وهو الأمر الذي استثمره دعاة الصهيونية. وعلى ذلك تبنى آل روتشيلد هذا الأمر؛ حيث وجدوا فيه حلاً مثاليًا لمشاكل يهود أوروبا.

## وصلات خارجية
- أسطورة تقرير كامبل- بنرمان